# Krhovice
Krhovice (en allemand : Gurwitz) est une commune du district de Znojmo, dans la région de Moravie-du-Sud, en République tchèque. Sa population s'élevait à 575 habitants en 2020.

## Géographie
Krhovice est arrosée par la rivière Dyje (en allemand : Thaya) et se trouve à 10 km à l'est-sud-est de Znojmo, à 53 km au sud-ouest de Brno et à 189 km au sud-est de Prague.
La commune est limitée par Hodonice et Borotice au nord, par Božice et Valtrovice à l'est, par Strachotice au sud et par Tasovice à l'ouest.

## Histoire
La première mention écrite de la localité date de 1294.